# Acne cosmetica
L'acne cosmetica è una eruzione acneiforme causata o aggravata dall'applicazione di prodotti cosmetici.
Il termine fu coniato da A.K.Kligman e O.H.Mills nel 1972.
Nell'acne cosmetica come in altre eruzioni acneiformi indotte, acne detergicans, acne meccanica, pomade acne, l'utilizzo del termine acne, normale definizione dell'acne vulgaris, può essere non corretto e fuorviante.
L'ipotesi che alcuni cosmetici ed in particolare alcuni loro ingredienti potessero causare l'acne anche in età adulta, nacque con l'evidenza dei molti casi di eruzioni acneiche conseguenti la applicazione tra i soldati americani della seconda guerra mondiale del RED VET PET, un petrolato rosso veterinario, utilizzato come protezione solare.
Anche i casi di reazioni alle brillantine indicavano una relazione tra cosmetici e eruzioni acneiformi.
Il nesso causale individuato fu la presunta comedogenia di alcuni ingredienti cosmetici.
Molte ricerche negli anni '70 e '80 hanno cercato di classificare la comedogenicità o acneicità di diversi ingredienti cosmetici, ma “..l’acne cosmetica, si dimostra insufficientemente motivata clinicamente. Una relazione causale tra acne e prodotti cosmetici non è ben documentata. La validità di studi su animali e test di provocazione umana non è stata dimostrata.”.
Dopo una lunga controversia conclusasi con una revisione dello stesso concetto di comedogenia è stato verificato che non c'è relazione tra l'utilizzo dei cosmetici e l'acne in età adulta.
Il cosmetico al contrario è diventato spesso un coadiuvante delle terapie dell'acne vulgaris.

## Sintomatologia
La cosiddetta acne cosmetica si manifesta con la comparsa, dopo l'applicazione del cosmetico, di piccole papule localizzate. Si manifesta più facilmente in un clima caldo-umido. L'eruzione acneiforme è, di solito, asintomatica o lievemente pruriginosa.
L'eruzione acneiforme conseguente alla applicazione di un cosmetico può essere la manifestazione di una reazione allergica, specialmente ai metalli.
Può essere aggravata dalla contemporanea esposizione alle radiazioni UV.

## Terapia
Come quasi per tutte le eruzione acneiformi indotte, la rimozione dell'agente causale comporta la remissione spontanea.
Evitando l'esposizione al sole o applicando filtri solari si evita il possibile aggravarsi della manifestazione.
Attualmente non vi sono trattamenti farmacologici, per via sistemica o topici, sicuramente efficaci.